# Maria Alicja Saska
Maria Alicja Leopoldyna Anna Henryka Germana Agnieszka Damiana Michalina Saska, niem. Maria Alix Luitpolda Anna Henriette Germana Agnes Damiana Michaela von Sachsen (ur. 27 września 1901 w Dreźnie, zm. 11 grudnia 1990 w Hechingen) – księżniczka Saksonii, księżna krwi Rumunii i księżna Hohenzollern na Emden jako żona Franciszka.

## Życiorys
Urodziła się jako trzecia córka, spośród siedmiorga dzieci Fryderyka Augusta (1865–1932), księcia koronnego Saksonii, i jego żony Ludwiki (1870–1947), wielkiej księżniczki Toskanii. Miała trzech starszych braci: Jerzego (1893–1943), Fryderyka Krystiana (1893–1968) i Ernesta Henryka (1896–1971), oraz dwie siostry: starszą Małgorzatę (1900–1962) i młodszą Annę Monikę (1903–1976). Imiona otrzymała na cześć zmarłej siostry, także Marii Alicji (1898). Od 1903, kiedy to rozwiedli się jej rodzice, wychowywała się pod wyłączną opieką ojca.
25 maja 1921 w Szczodrem zawarła związek małżeński z Franciszkiem Józefem Hohenzollernem-Emden (1891–1964), synem Wilhelma Hohenzollerna-Sigmaringen (1864–1927) i Marii Teresy Burbon-Sycylijskiej (1867–1909). Z małżeństwa pochodzi czworo dzieci:
- Karol Antoni Fryderyk Wilhelm Ludwik Maria Jerzy Michał Rupprecht Henryk Benedykt Tassilo (1922–1993) ⚭ Aleksandra Afif (1919–1996),
- Meinrad Leopold Maria Fryderyk Krystian Ferdynand Albert (1925–2009) ⚭ Edyta von Kap-Herr (ur. 1938),
- Maria Małgorzata Anna Wiktoria Ludwika Józefina Matylda Teresa (1928–2006) ⚭ Karol Grzegorz zu Mecklenburg-Strelitz (1933–2018),
- Emmanuel Józef Maria Wilhelm Ferdynand Burkhard (1929–1999) ⚭ Katarzyna Teodora Saska-Weimar-Eisenach (ur. 1943).

## Odznaczenia
- Dama Orderu Sidonii.

## Genealogia
| Prapradziadkowie               | Maksymilian Saski (1759-1838) ∞ 1792 Karolina Burbon-Parmeńska (1770-1804)                   | król Bawarii Maksymilian I Józef (1756-1825) ∞ 1797 Karolina Fryderyka Badeńska (1776-1841)  | Ferdynand Jerzy Koburg (1785-1851) ∞ 1815 Maria Antonina Koháry (1797-1862)                  | cesarz Brazylii Piotr I (1798-1834) ∞ 1817 Maria Leopoldyna Habsburg (1797-1826)             | wielki książę Toskanii Ferdynand III (1769-1824) ∞ 1790 Ludwika Maria Burbon-Sycylijska (1773-1802) | król Obojga Sycylii Franciszek I (1777-1830) ∞ 1802 Maria Izabela Burbon (1789-1848)             | książę Parmy Karol II (1799–1883) ∞ 1820 Maria Teresa Sabaudzka (1803–1879)                  | Karol Burbon (1778–1820) ∞ 1816 Karolina Burbon-Sycylijska (1798–1870)                       |
| Pradziadkowie                  | król Saksonii Jan (1801–1873) ∞ 1822 Amelia Augusta Wittelsbach (1801–1877)                  | król Saksonii Jan (1801–1873) ∞ 1822 Amelia Augusta Wittelsbach (1801–1877)                  | król Portugalii Ferdynand II (1819–1885) ∞1836 królowa Portugalii Maria II (1819-1853)       | król Portugalii Ferdynand II (1819–1885) ∞1836 królowa Portugalii Maria II (1819-1853)       | wielki książę Toskanii Leopold II (1797-1870) ∞1832 Maria Antonina Burbon-Sycylijska (1814-1898)    | wielki książę Toskanii Leopold II (1797-1870) ∞1832 Maria Antonina Burbon-Sycylijska (1814-1898) | książę Parmy Karol III (1823-1854) ∞1845 Ludwika Burbon (1819-1864)                          | książę Parmy Karol III (1823-1854) ∞1845 Ludwika Burbon (1819-1864)                          |
| Dziadkowie                     | król Saksonii Jerzy (1832-1904) ∞ 1859 Maria Anna Koburg-Bragança (1843–1884)                | król Saksonii Jerzy (1832-1904) ∞ 1859 Maria Anna Koburg-Bragança (1843–1884)                | król Saksonii Jerzy (1832-1904) ∞ 1859 Maria Anna Koburg-Bragança (1843–1884)                | król Saksonii Jerzy (1832-1904) ∞ 1859 Maria Anna Koburg-Bragança (1843–1884)                | wielki książę Toskanii Ferdynand IV (1835-1908) ∞ 1868 Alicja Burbon-Parmeńska (1849-1935)          | wielki książę Toskanii Ferdynand IV (1835-1908) ∞ 1868 Alicja Burbon-Parmeńska (1849-1935)       | wielki książę Toskanii Ferdynand IV (1835-1908) ∞ 1868 Alicja Burbon-Parmeńska (1849-1935)   | wielki książę Toskanii Ferdynand IV (1835-1908) ∞ 1868 Alicja Burbon-Parmeńska (1849-1935)   |
| Rodzice                        | król Saksonii Fryderyk August III (1865-1932) ∞ 1891 Ludwika Habsburg-Lotaryńska (1870-1947) | król Saksonii Fryderyk August III (1865-1932) ∞ 1891 Ludwika Habsburg-Lotaryńska (1870-1947) | król Saksonii Fryderyk August III (1865-1932) ∞ 1891 Ludwika Habsburg-Lotaryńska (1870-1947) | król Saksonii Fryderyk August III (1865-1932) ∞ 1891 Ludwika Habsburg-Lotaryńska (1870-1947) | król Saksonii Fryderyk August III (1865-1932) ∞ 1891 Ludwika Habsburg-Lotaryńska (1870-1947)        | król Saksonii Fryderyk August III (1865-1932) ∞ 1891 Ludwika Habsburg-Lotaryńska (1870-1947)     | król Saksonii Fryderyk August III (1865-1932) ∞ 1891 Ludwika Habsburg-Lotaryńska (1870-1947) | król Saksonii Fryderyk August III (1865-1932) ∞ 1891 Ludwika Habsburg-Lotaryńska (1870-1947) |
| Maria Alicja Saska (1901-1990) |                                                                                              |                                                                                              |                                                                                              |                                                                                              | |                                                                                                  |                                                                                              |                                                                                              |